# Carmen Consoli
Carmen Consoli (Catania, 4 september 1974) is een Italiaanse singer-songwriter, in Italië ook bekend onder de naam Cantantessa. Naast haar moedertaal, het Italiaans spreekt ze eveneens Frans en Engels. In 2012 ontving ze de Orde van Verdienste van de Republiek Italië (Italiaans: Ordine al Merito della Republica Italiana).

## Biografie
Ze werd geboren in Sicilië aan de voet van de Etna. Haar vader, Giuseppe Consoli, bracht haar de liefde voor de Afro-Amerikaanse muziek, de blues en voor de muziek van B. B. King en Creedence Clearwater Revival bij. Sinds haar negende levensjaar leerde ze gitaar spelen. De zangeres begon haar muzikale carrière in 1988 te Catania waar ze optrad als onderdeel van de rockgroep Moon Dogs's Party. Ze zong covers van Otis Redding, Aretha Franklin en ook van Janis Joplin, waar ze een grote bewondering voor had. Een jaar later verliet ze het ouderlijk huis en ging in Rome wonen om haar muzikale roeping te volgen.
In 1996 kreeg ze bekendheid toen ze op 22-jarige leeftijd deel nam aan het Festival van San Remo. Met Amore di Plastica behaalde ze de achtste plaats in de categorie "giovani" (jongeren). "Amore di plastica" bevat enkele stilistische verwijzingen naar Janis Joplin, maar ook invloeden uit de Engelse rockmuziek van toen zoals Oasis (band). Aansluitend op het festival werd het debuutalbum Due parole uitgebracht. Een jaar later volgde een tweede deelname aan het festival met het experimentele Confusa e felice. Het nummer dat weinig succes had in Sanremo werd wel een van de meest gedraaide nummers op de Italiaanse radio die lente.
Het derde album Mediamente isterica uit 1998 was een stuk harder en minder toegankelijk dan de twee voorgangers, maar werd terug een succes met vier hitsingles. In 2000 nam ze na drie jaar afwezigheid terug deel aan het Festival van San Remo en behaalde met het nummer In bianco e nero de achtste plaats. Het album Stato di necessità domineerde daarna wekenlang de Italiaanse hitparades. In 2001 kwam het album ook in Frankrijk uit onder de titel État de necessité en verscheen in Italië het livealbum L'anfiteatro e la bambina impertinente dat was opgenomen in het Griekse amfitheater van Taormina.
Ze heeft een zoon, Carlo Giuseppe genaamd, die opgroeit zonder vader omdat ze op een dag naar Londen vloog om een zich te laten bevruchten via in-vitrofertilisatie. Carmen wenste haar kind zelf zonder de vader groot te brengen. Ze zag de donor enkel als een middel om een kind te krijgen. Ze zocht een donor met bepaalde eigenschappen, niet omdat ze met hem wilde trouwen, maar omdat ze een beschaafd, gecultiveerd kind wilde. 
In 2001 schreef ze de soundtrack voor de film The Last Kiss (L'ultimo bacio), een Italiaanse tragikomische film en in 2008 voor de film The Man Who Loves. In 2002 verscheen met L'eccezione een rustiger studioalbum. De gelijknamige single werd een grote hit. In 2003 werd een Engelstalige versie van het album uitgebracht onder de titel Carmen Consoli. In hetzelfde jaar bracht ze haar tweede livealbum uit, Un sorso in più, in samenwerking met MTV Italy. Het album was het jaar ervoor opgenomen.
Op 12 mei 2006 werd het zesde studioalbum Eva Contro Eva uitgebracht dat werd aangekondigd door de single Signor Tentenna. In september 2006 kwam de bassist van haar band, Leandro Misuriello om het leven door verkeersongeluk.  
Elettra, haar zevende studioalbum, kwam uit op 30 oktober 2009, samen met de single Non molto lontano da qui en won de Targa Tenco onderscheiding in de categorie "Album van het jaar". Tijdens haar carrière werkte ze samen met vele artiesten: Mario Venuti, Natalie Merchant, Henri Salvador, La Crus, Paola Turci, Marina Rei, Max Gazzè, Franco Battiato, Luca Madonia, Ornella Vanoni en Lucio Dalla. Ze houdt van de muziek van de Siciliaanse zangeres Rosa Balistreri (Licata, 21 maart 1927 – Palermo, 20 september 1990) van wie ze het lied "Cu ti lu dissi" zong. 
De tekst van het nummer Guarda l'alba (2010) werd geschreven in samenwerking met Tiziano Ferro.
Ze gaf concerten in Italië, Spanje en Duitsland (2017), in enkele Franstalige landen en ook in België (te Brussel in 2018 en 2023), Nederland, het Verenigd Koninkrijk, Canada (Montréal), de Verenigde Staten (Boston en New York), Mexico en Argentinië. 
Rockicoon Elvis Costello, met wie ze in 2023 een reeks concerten gaf, zei over haar: «Ze brengt in een handvol nummers meer originele ideeën dan sommige beroemde Engelse of Amerikaanse bands in een heel concert. De New York Times noemde haar "een merkwaardige combinatie van rocker en intellectueel".

## Albums
- Due parole (1996)
- Confusa e felice (1997)
- Mediamente isterica (1998)
- Stato di necessità (2000)
- État de necessité (2001)
- L'anfiteatro e la bambina impertinente (2001)
- L'eccezione (2002)
- Carmen Consoli (2003)
- Un Sorso in più (MTV live) (2003)
- Eva Contro Eva (2006)
- Elettra (2009)
- Per niente stanca (2011)
- Eco di Sirene (2018)
- Volevo fare la rockstar (2021)

### Singles
- Quello che sento (1995)
- Questa notte una lucciola illumina la mia finestra (1996)
- Amore di plastica (1996)
- Lingua a sonagli (1996)
- Confusa e felice (1997)
- Venere (1997)
- Uguale a ieri (1997)
- Besame Giuda (1998)
- Puramente casuale (1998)
- Eco di sirene (1999)
- Autunno dolciastro (1999)
- In bianco e nero (2000
- Orfeo (2000)
- Parole di burro (2000)
- l'Ultimo bacio (2001)
- L'eccezione (2002)
- Piogia d'aprile (2003)
- Fiori d'arancio (2003)
- Signor Tentenna (2006)
- Eva su Eva (2006)
- AAA Cercasi (2011)